# Железнова, Мирра Соломоновна
Мирра Соломоновна Железнова (настоящая фамилия — Казаринская, в замужестве Айзенштадт; 1909, Киев — 23 ноября 1950, Москва) — советская журналистка, литератор, сотрудник Еврейского антифашистского комитета.

## Биография
Отец — Соломон Казаринский, адвокат.
В 1927 году вышла замуж за Леопольда Железнова, журналиста «Ленинградской правды», автора речей секретаря Ленинградского губкома ВКП(б) С. М. Кирова. В 1932 году окончила Ленинградский институт философии и литературы. С 1934 года работала в Москве корреспондентом «Литературной газеты» и обозревателем «Комсомольской правды», обозревателем газеты на идише «Эйникайт». Публикации газеты «Эйникайт» передавались по каналам Совинформбюро в страны антигитлеровской коалиции.
С 3 июля 1941 года вместе с дочерью была в эвакуации, сначала — в Сталинграде, потом — во Фрунзе. С лета 1942 года, после возвращения в Москву, состояла в аппарате Еврейского антифашистского комитета. Одной из первых стала собирать материалы о жертвах Холокоста и евреях-героях войны, готовила книгу документальной прозы по собранным рассказам.
Её самая известная публикация — список евреев, Героев Советского Союза. 2 апреля 1942 года руководители Еврейского антифашистского комитета Соломон Михоэлс и Шахно Эпштейн направили в ЦК ВКП(б) записку на имя А. С. Щербакова по поводу отсутствия данных о евреях в статистике награждений военнослужащих в январском номере журнала «Большевик». Щербаков не ответил, но затем цифры награждений евреев начали публиковаться. В середине 1945 года первой опубликовала в «Эйникайт» полный список Героев Советского Союза-евреев. По её подсчёту, к концу войны этого звания удостоились 135 евреев. Все данные она получила в 7-м наградном отделе ГлавПУРа на основании документов, оформленных и завизированных в отделе кадров, по официальному запросу, подписанному Михоэлсом, и разрешению Щербакова. Список перепечатала европейская и американская пресса.
Последней работой Железновой, выполненной в соавторстве с С. Д. Персовым, стала книга очерков, героями которых были евреи-инженеры, представители технической интеллигенции. Вёрстка книги была уничтожена вскоре после разгрома Еврейского антифашистского комитета.
В 1946 году из Нью-Йорка в Москву приехал еврейский публицист и общественный деятель, организатор помощи Красной Армии в США Бенцион Гольдберг. В рамках его общения в ЕАК Мирра Железнова передала ему данные 85 советских евреев, удостоенных высших государственных наград. Это стало поводом для её ареста 4 апреля 1950 года, в ходе расследования «дела Еврейского антифашистского комитета». На единственном допросе 20 мая публикация цифры 135 стала одним из главных, предъявленных ей обвинений . Её муж, Леопольд Айзенштадт, военный корреспондент, уволенный со всех постов «за потерю бдительности», летом добился проведения экспертизы и доказал, что списки были получены Миррой Железновой официально, однако это ничего не изменило в её судьбе. В её деле, по воспоминаниям дочери, которая видела позже протокол того допроса, есть только одна страница и приговор «к высшей мере».
Дело Мариам Айзенштадт было соединено с делом ЗИСа, так как только таким образом следователям удавалось показать связь автозавода ЗИС и ЕАК. Приговор ей был объявлен 22 ноября 1950 года одновременно с её соавтором Самуилом Персовым, редактором ЕАК Наумом Левиным, старшим инженером ЗИС Павлом Мостославским и директором комбината общественного питания ЗИС Борисом Персиным. На следующий день было приговорено к расстрелу ещё 9 сотрудников ЗИС, всего на заводе были репрессированы 48 человек.
Мариам Айзенштадт была расстреляна 23 ноября 1950 года. В апреле 1954 года судья Чепцов, вынесший Айзенштадт смертный приговор, выдал её матери справку о том, что она была якобы осуждена на 10 лет лишения свободы и умерла в лагере от воспаления легких 10 октября 1951 года.

## Семья
- Муж — Леопольд Абрамович Железнов (Айзенштадт), журналист.
  - Дочь — редактор, литературный критик Надежда Железнова (1933—2014), автор книг «Борис Полевой: Проза, публицистика, мемуары» (М., 1985), «Возвращенные страницы» (М., 1990), литературно-критических статей, а также книги воспоминаний.